# Icilio Calleja
Pour les articles homonymes, voir Calleja.
Icilio Calleja (Corfou, 25 juin 1882 - Milan, 18 novembre 1941) est un ténor maltais.

## Biographie

### Enfance
Le grand-père de Calleja est né dans la petite ville de Żebbuġ dans l'île de Malte. Cuisinier de profession au service d'une famille noble maltaise, il décide de quitter Malte, et avec sa femme et ses enfants, ils ont émigré à Alexandrie. Son fils Giovanni, qui est devenu plus tard l'un des directeurs de la Banque anglo-égyptienne, a épousé une jeune femme du nom de Concetta Polito qui était venue de Corfou à Alexandrie. En 1882, les Britanniques ont attaqué Alexandrie et Giovanni, nouvellement marié, avec sa femme maintenant enceinte, décida de quitter l'Égypte. Ils sont partis pôur Corfou. Leur enfant est né le 25 juin 1882 et a été inscrit dans les actes de baptême de Corfou sous les noms d'Antonio Federico Icilio Calleja. Dans une interview publiée en 1924 dans le journal italien « Il Piccolo » de Trieste, Icilio Calleja a expliqué comment sa famille avait déménagé à Alexandrie puis à Corfou mais a déclaré que sa famille venait de Malte et qu'il était fier d'être maltais. En suite il  a étudié le droit pendant quatre ans à la Sorbonne à Paris, et est revenu à Alexandrie avec ses diplômes en poche, avant de se consacrer au chant.

### Le ténor
Il a pris des leçons de chant d'abord avec Luigi Calise et ensuite avec Marco Foà à Milan. C'était un ténor lyrique dramatique, une voix très forte surtout dans l'aigu et d'une grande musicalité. Au côté d'Emma Carelli, il fait ses débuts en 1906 à Florence dans le rôle de Canio dans Pagliacci de Ruggero Leoncavallo. En 1907 il tient le rôle de Hagenbach à la Scala dans La Wally de Catalani sous la direction  de Toscanini. Cette année là, il aborde Aida puis Samson et Dalila. En 1908, il chante dans Siberia d'Umberto Giordano, puis dans la La forza del destino. Le 25 février 1909, il chante Aida à l'Opéra khédival du Caire, dans la salle où l'opéra a été créé en 1871 et dans la ville où vit sa famille.
En 1910, 1911 il aborde Walter dans Loreley de Catalani au Teatro Verdi à Florence et Federico dans Germania de Franchetti. En 1912 il se produit à Chicago dans Pagliacci et I gioielli della Madonna (en) et à New York dans  Aida. 
1913 commence à Cagliari avec Samson e Dalila, puis Zuma. En 1913, centenaire de la naissance de Verdi, la Scala décide de remonter Otello qui n'a plus été joué à Milan depuis sa création en 1887 avec Francesco Tamagno dans le rôle-titre. Arrigo Boito et Tullio Serafin après de nombreuses auditions et malgré la colère de nombreux ténors italiens, ont choisi Icilio Calleja dans le principal rôle. Calleja recueille un grand succès et désormais reprendra ce rôle très souvent. 
En 1914 il chante à La Scala lors de la création de l'opéra Abisso de Smareglia, puis retrouve Otello à Parme et au Théâtre royal de Madrid.
En 1915, Calleja est très demandé dans ce rôle pour chanter à Brescia, au Grand théâtre du Liceu à Barcelone, au Teatro dell'Opera de Rome, au San Carlo de Naples, Teatro Bellini de Catane, et au Royal Opera House de La Valette, Malte. Il reviendra à Malte en 1919 avec Samson et Dalila et en 1923 avec Otello. L'accueil de Malte a été triomphal.
En 1916, il revient à La Scala dans l'opéra de Gaspare Spontini Fernando Cortez. En 1917, il chante le rôle de Gerard (voix de baryton) dans Andrea Chénier de Giordano au Teatro Costanzi de Rome. À Brescia, il chante Tonio de Pagliacci. Sa voix commence à éprouver des difficultés dans les aigus ce qui explique qu'il aborde dans les années 1920-25 le répertoire wagnérien : La Walkyrie (Siegmund), Tristan und Isolde (Tristan), et Siegfried. En 1929, il chante pour la dernière fois Siegfried à Parme.
Il se retire à Alexandrie auprès de sa famille,.

## Répertoire principal
Les dates indiquées sont celles de la première année de participation à la représentation de ces opéras.
- Alfredo Catalani
  - Loreley (1911)
  - La Wally (1907)
- Alberto Franchetti
  - Germania (1911)
- Umberto Giordano
  - Siberia (1908)
  - Andrea Chénier (1917)
- Ruggero Leoncavallo
  - Pagliacci (1906)
- Giacomo Puccini
  - Manon Lescaut
  - Madama Butterfly
  - La fanciulla del West
- Romano Romani
  - Zulma (1909, création)
- Camille Saint-Saëns
  - Samson et Dalila (1907)
- Antonio Smareglia
  - Abisso (1912, création))
- Gaspare Spontini
  - Fernando Cortez (1916)
- Giuseppe Verdi
  - Aida  (1907)
  - Un ballo in maschera (1908)
  - La forza del destino (1908)
  - Otello(1913)
- Richard Wagner
  - Siegfried (1920-1925)
  - La Walkyrie (1920-1925)
  - Tristan und Isolde (1920-1925)
- Ermanno Wolf-Ferrari
  - I gioielli della Madonna (1912)

## Distinctions
Icilio Calleja a été fait Chevalier de l'ordre de la Couronne d'Italie.

## Discographie
- Rare Records of Famous Tenors, Vol. 3 paru le 04/01/2011 chez Symposium
- Fonotipia, Milano 1909-07-02 Aida (Verdi): Gran Concertato Finale Atto II with Armida Parsi-Pettinella, Lina Pasini-Vitale, Antonio Magini-Coletti, Ferruccio Corradetti and Oreste Luppi 69022 XXXPh 4036
- Fonotipia, Milano 1909-10-30 Otello (Verdi): Ora e per sempre addio 92674 XPh 4124
- Fonotipia, Milano 1910-10-10 Aida (Verdi): Di Napata Le gole with Domenico Viglione Borghese, Ester Mazzoleni and  Laura del Lungo 92673 XPh 4366
- Columbia, Milano 1913?
  - Germania: (Franchetti): Studenti udite S57 41918
  - Germania (Franchetti): Non chiuder S57 41915
  - Pagliacci (Leoncavallo): No Pagliaccio non son S 59 41922
  - Fanciulla del West (Puccini): Let her  believe D9710 91920
  - Fanciulla del West (Puccini):  My father died D9710 91923
  - Fanciulla del West (Puccini): Or son sei mesi D9345 42188
  - Isabeau (Mascagni): Canzone del Falco S59 41925
- 100 Greatest Tenors, Vol. 1 2014-05-16 The Art Of Singing - La Fanciulla del West: Ch'ella mi creda
- The Record of Singing, Vol. 2, 2000-01-01 Maestoso - La Fanciulla Del West, Act III:"Let Her Believe That I Have Gained My Freedom"
- No Pagliaccio Columbia S 59 enregistré ca 1913